# Astaena rufescens
Astaena rufescens är en skalbaggsart som beskrevs av Frey 1973. Astaena rufescens ingår i släktet Astaena och familjen Melolonthidae. Inga underarter finns listade.